# Arrondissement Lure
Das Arrondissement Lure ist eine Verwaltungseinheit des Départements Haute-Saône innerhalb der französischen Region Bourgogne-Franche-Comté. Unterpräfektur ist Lure.
Im Arrondissement liegen zehn Wahlkreise (Kantone) und 190 Gemeinden.

## Wahlkreise
- Kanton Héricourt-1
- Kanton Héricourt-2
- Kanton Jussey (mit 10 von 65 Gemeinden)
- Kanton Lure-1
- Kanton Lure-2
- Kanton Luxeuil-les-Bains
- Kanton Mélisey
- Kanton Port-sur-Saône (mit 14 von 46 Gemeinden)
- Kanton Saint-Loup-sur-Semouse (mit 22 von 23 Gemeinden)
- Kanton Villersexel (mit 33 von 45 Gemeinden)

## Gemeinden
Die Gemeinden des Arrondissements Lure sind:
| 1. Abelcourt (70001)                      | 2. Adelans-et-le-Val-de-Bithaine (70004) | 3. Aillevans (70005)                           | 4. Aillevillers-et-Lyaumont (70006)     |
| 5. Ailloncourt (70007)                    | 6. Ainvelle (70008)                      | 7. Alaincourt (70010)                          | 8. Amage (70011)                        |
| 9. Ambiévillers (70013)                   | 10. Amblans-et-Velotte (70014)           | 11. Amont-et-Effreney (70016)                  | 12. Andornay (70021)                    |
| 13. Anjeux (70023)                        | 14. Arpenans (70029)                     | 15. Athesans-Étroitefontaine (70031)           | 16. Autrey-le-Vay (70042)               |
| 17. Bassigney (70052)                     | 18. Baudoncourt (70055)                  | 19. Belfahy (70061)                            | 20. Belles-Fontaines (70180)            |
| 21. Belmont (70062)                       | 22. Belonchamp (70063)                   | 23. Belverne (70064)                           | 24. Betoncourt-lès-Brotte (70067)       |
| 25. Betoncourt-Saint-Pancras (70069)      | 26. Beulotte-Saint-Laurent (70071)       | 27. Beveuge (70072)                            | 28. Bouhans-lès-Lure (70081)            |
| 29. Bouligney (70083)                     | 30. Breuches (70093)                     | 31. Breuchotte (70094)                         | 32. Brevilliers (70096)                 |
| 33. Briaucourt (70097)                    | 34. Brotte-lès-Luxeuil (70098)           | 35. Chagey (70116)                             | 36. Châlonvillars (70117)               |
| 37. Champagney (70120)                    | 38. Champey (70121)                      | 39. Châteney (70140)                           | 40. Châtenois (70141)                   |
| 41. Chavanne (70147)                      | 42. Chenebier (70149)                    | 43. Citers (70155)                             | 44. Clairegoutte (70157)                |
| 45. Coisevaux (70160)                     | 46. Conflans-sur-Lanterne (70168)        | 47. Corbenay (70171)                           | 48. Corravillers (70176)                |
| 49. Courmont (70182)                      | 50. Couthenans (70184)                   | 51. Crevans-et-la-Chapelle-lès-Granges (70187) | 52. Creveney (70188)                    |
| 53. Cuve (70194)                          | 54. Dambenoît-lès-Colombe (70195)        | 55. Dampierre-lès-Conflans (70196)             | 56. Dampvalley-Saint-Pancras (70200)    |
| 57. Demangevelle (70202)                  | 58. Échavanne (70205)                    | 59. Échenans-sous-Mont-Vaudois (70206)         | 60. Écromagny (70210)                   |
| 61. Éhuns (70213)                         | 62. Errevet (70215)                      | 63. Esboz-Brest (70216)                        | 64. Esmoulières (70217)                 |
| 65. Esprels (70219)                       | 66. Étobon (70221)                       | 67. Fallon (70226)                             | 68. Faucogney-et-la-Mer (70227)         |
| 69. Faymont (70229)                       | 70. Fleurey-lès-Saint-Loup (70238)       | 71. Fontaine-lès-Luxeuil (70240)               | 72. Fontenois-la-Ville (70242)          |
| 73. Fougerolles-Saint-Valbert (70245)     | 74. Frahier-et-Chatebier (70248)         | 75. Francalmont (70249)                        | 76. Franchevelle (70250)                |
| 77. Frédéric-Fontaine (70254)             | 78. Fresse (70256)                       | 79. Froideconche (70258)                       | 80. Froideterre (70259)                 |
| 81. Frotey-lès-Lure (70260)               | 82. Genevreuille (70262)                 | 83. Genevrey (70263)                           | 84. Girefontaine (70269)                |
| 85. Gouhenans (70271)                     | 86. Grammont (70273)                     | 87. Granges-la-Ville (70276)                   | 88. Granges-le-Bourg (70277)            |
| 89. Haut-du-Them-Château-Lambert (70283)  | 90. Hautevelle (70284)                   | 91. Héricourt (70285)                          | 92. Hurecourt (70287)                   |
| 93. Jasney (70290)                        | 94. La Basse-Vaivre (70051)              | 95. La Bruyère (70103)                         | 96. La Chapelle-lès-Luxeuil (70128)     |
| 97. La Corbière (70172)                   | 98. La Côte (70178)                      | 99. La Creuse (70186)                          | 100. La Lanterne-et-les-Armonts (70295) |
| 101. La Longine (70308)                   | 102. La Montagne (70352)                 | 103. La Neuvelle-lès-Lure (70385)              | 104. La Pisseure (70411)                |
| 105. La Proiselière-et-Langle (70425)     | 106. La Rosière (70453)                  | 107. La Vaivre (70512)                         | 108. La Vergenne (70544)                |
| 109. La Villedieu-en-Fontenette (70555)   | 110. La Voivre (70573)                   | 111. Lantenot (70294)                          | 112. Le Val-de-Gouhenans (70515)        |
| 113. Les Aynans (70046)                   | 114. Les Fessey (70233)                  | 115. Les Magny (70317)                         | 116. Linexert (70304)                   |
| 117. Lomont (70306)                       | 118. Longevelle (70307)                  | 119. Lure (70310)                              | 120. Luxeuil-les-Bains (70311)          |
| 121. Luze (70312)                         | 122. Lyoffans (70313)                    | 123. Magnivray (70314)                         | 124. Magnoncourt (70315)                |
| 125. Magny-Danigon (70318)                | 126. Magny-Jobert (70319)                | 127. Magny-Vernois (70321)                     | 128. Mailleroncourt-Charette (70322)    |
| 129. Mailleroncourt-Saint-Pancras (70323) | 130. Malbouhans (70328)                  | 131. Mandrevillars (70330)                     | 132. Marast (70332)                     |
| 133. Mélecey (70336)                      | 134. Melincourt (70338)                  | 135. Mélisey (70339)                           | 136. Meurcourt (70344)                  |
| 137. Mignavillers (70347)                 | 138. Moffans-et-Vacheresse (70348)       | 139. Moimay (70349)                            | 140. Mollans (70351)                    |
| 141. Montdoré (70360)                     | 142. Montessaux (70361)                  | 143. Oppenans (70395)                          | 144. Oricourt (70396)                   |
| 145. Ormoiche (70398)                     | 146. Palante (70403)                     | 147. Passavant-la-Rochère (70404)              | 148. Plainemont (70412)                 |
| 149. Plancher-Bas (70413)                 | 150. Plancher-les-Mines (70414)          | 151. Pomoy (70416)                             | 152. Pont-du-Bois (70419)               |
| 153. Pont-sur-l’Ognon (70420)             | 154. Quers (70432)                       | 155. Raddon-et-Chapendu (70435)                | 156. Rignovelle (70445)                 |
| 157. Ronchamp (70451)                     | 158. Roye (70455)                        | 159. Saint-Barthélemy (70459)                  | 160. Saint-Bresson (70460)              |
| 161. Sainte-Marie-en-Chanois (70469)      | 162. Sainte-Marie-en-Chaux (70470)       | 163. Saint-Ferjeux (70462)                     | 164. Saint-Germain (70464)              |
| 165. Saint-Loup-sur-Semouse (70467)       | 166. Saint-Sauveur (70473)               | 167. Saint-Sulpice (70474)                     | 168. Saulnot (70477)                    |
| 169. Saulx (70478)                        | 170. Secenans (70484)                    | 171. Selles (70485)                            | 172. Senargent-Mignafans (70487)        |
| 173. Servance-Miellin (70489)             | 174. Servigney (70490)                   | 175. Ternuay-Melay-et-Saint-Hilaire (70498)    | 176. Trémoins (70506)                   |
| 177. Vauvillers (70526)                   | 178. Velleminfroy (70537)                | 179. Velorcey (70541)                          | 180. Verlans (70547)                    |
| 181. Villafans (70552)                    | 182. Villargent (70553)                  | 183. Villersexel (70561)                       | 184. Villers-la-Ville (70562)           |
| 185. Villers-lès-Luxeuil (70564)          | 186. Villers-sur-Saulnot (70567)         | 187. Visoncourt (70571)                        | 188. Vouhenans (70577)                  |
| 189. Vyans-le-Val (70579)                 | 190. Vy-lès-Lure (70581)                 |                                                |                                         |

## Neuordnung der Arrondissements 2017

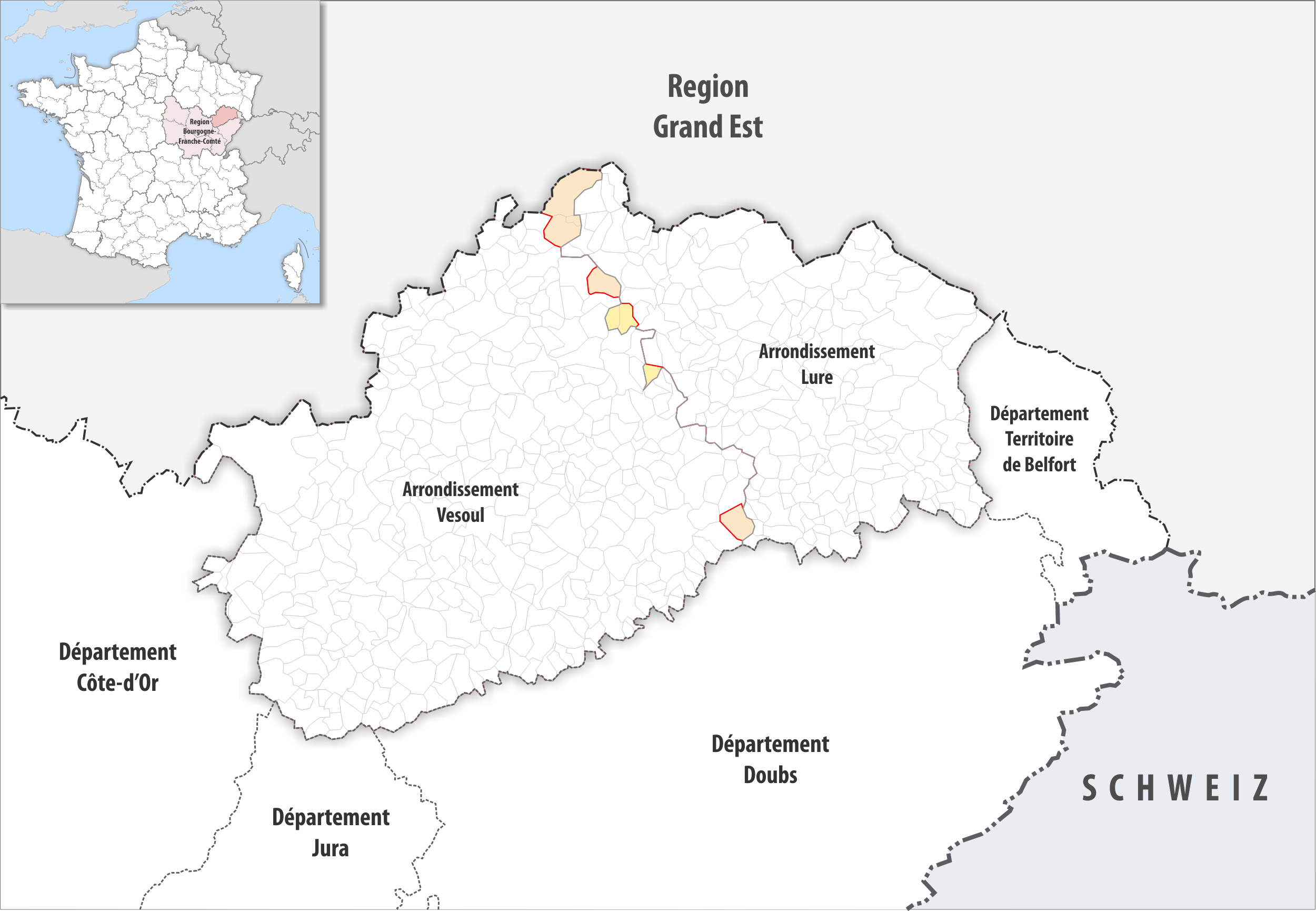
Arrondissementsanpassungen im Jahr 2017

Durch die Neuordnung der Arrondissements im Jahr 2017 wurden die fünf Gemeinden Anchenoncourt-et-Chazel, Demangevelle, Esprels La Basse-Vaivre und Passavant-la-Rochère aus dem Arrondissement Vesoul dem Arrondissement Lure zugewiesen.
Dafür wechselten die drei Gemeinden Bourguignon-lès-Conflans, Cubry-lès-Faverney und Neurey-en-Vaux vom Arrondissement Lure zum Arrondissement Vesoul.
2024 wechselte die Gemeinde Anchenoncourt-et-Chazel wieder zurück zum Arrondissement Vesoul.

## Ehemalige Gemeinden seit der landesweiten Neuordnung der Arrondissements
bis 2024:
Courchaton, Georfans, Vellechevreux-et-Courbenans
bis 2018:
Fougerolles, Saint-Valbert, Héricourt, Tavey
bis 2016:
Miellin, Servance